# دات‌دش
دات‌دَش (به انگلیسی: Dotdash) با نام پیشین ابوت.کام (به انگلیسی: About.com) یک وبگاه دانشنامه برخط است که شامل مقالات، دوره‌های برخط و مطالب چندرسانه‌ای است که در بخش‌های مختلف تقسیم‌بندی می‌شود که توسط نویسندگان مستقل ایجاد و نگه‌داری می‌شود. این وبگاه با دیگر دانشنامه‌های برخط نظیر ویکی‌پدیا رقابت می‌کند.